# 斜內站

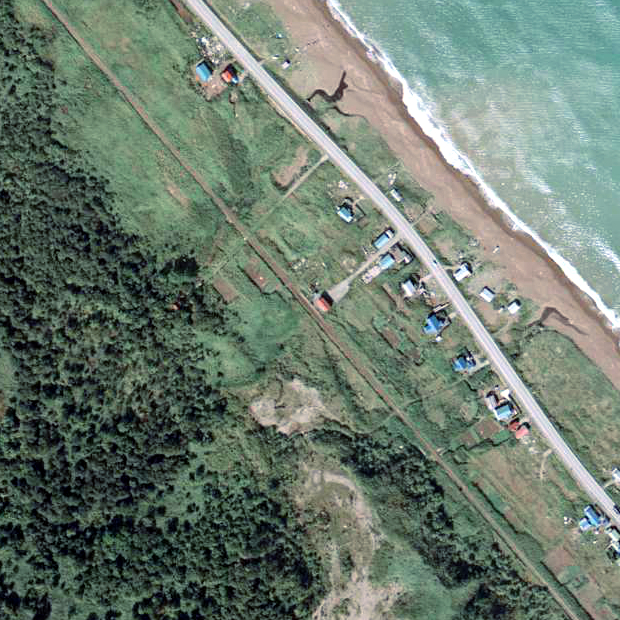
1977年的斜內站與方圓約500米範圍。右下方為北見枝幸方向。車站鄰近北見神威岬，該處為以漁業為中心的村落。

斜內站（日语：／ Shanai eki */?）是位於北海道枝幸郡濱頓別町字斜內，屬於日本國有鐵道（國鐵）的興濱北線車站（廢站）。本站隨著興濱北線廢線於1985年（昭和60年）7月1日廢除。

## 歷史
- 1936年（昭和11年）7月10日 - 鐵道省興濱北線濱頓別站至北見枝幸站之間開通，此站啟用[2]。當時為一般車站[1]。
- 1944年（昭和19年）11月1日 - 興濱北線指定為不要不急線，因此車站暫停營業[2]。
- 1945年（昭和20年）12月5日 - 車站重開[2]。
- 1949年（昭和24年）6月1日 - 日本國有鐵道成立，成為日本國有鐵道車站。
- 1960年（昭和35年） - 成為民間委託車站[3]。
- 1973年（昭和48年）9月17日 - 結束處理貨物和行李。同時成為無人車站[4][5][6]。
- 1985年（昭和60年）7月1日 - 興濱北線全線廢除，此站也廢除[1]。

## 車站構造
截至車站廢除前，車站是一座地面車站，設有1面1線的單式月台。月台位於路軌東邊（北見枝幸的列車會開啟左邊車門）。此站沒有轉轍器。
此站是無人車站。在有人車站時代，車站大樓經過翻新，與豐牛站屬於同一款式。站房位於站內東邊，鄰接月台。

## 站名的由來
車站名稱取自所在地。地名原自阿伊努語。另外，由於在阿伊努語中サ和シャ的區別不明確，以下以片假名表記統一使用サ。
- 「ソナイ（so-nay）」（瀑布、川）[2][8]
  - 在1973年（昭和48年）由國鐵北海道總局發行的《北海道　駅名の起源》指出源自該詞語[2]。
- 「ソナイ（so-nay）」（礁、川）[2]。
  - 濱頓別町指出源自該詞語[2]。
- 「シオナイポ（si-o-"nay-po"）」（糞便、很多、小澤）[8]
  - 永田方正（日语：永田方正）的解釋[8]。

## 使用狀況
| 乘車人員變化 | 乘車人員變化 |
| 年度         | 1日平均人次  |
| ------------ | ------------ |
| 1951         | 55           |
| 1961         | 51           |
| 1965         | 59           |
| 1971         | 41           |
| 1981         | 8            |
| 1985         | 0.5          |

## 車站周邊
- 國道238號（日语：国道238号）（宗谷國道）[10]
  - 北鄂霍次克隧道（國道238號）

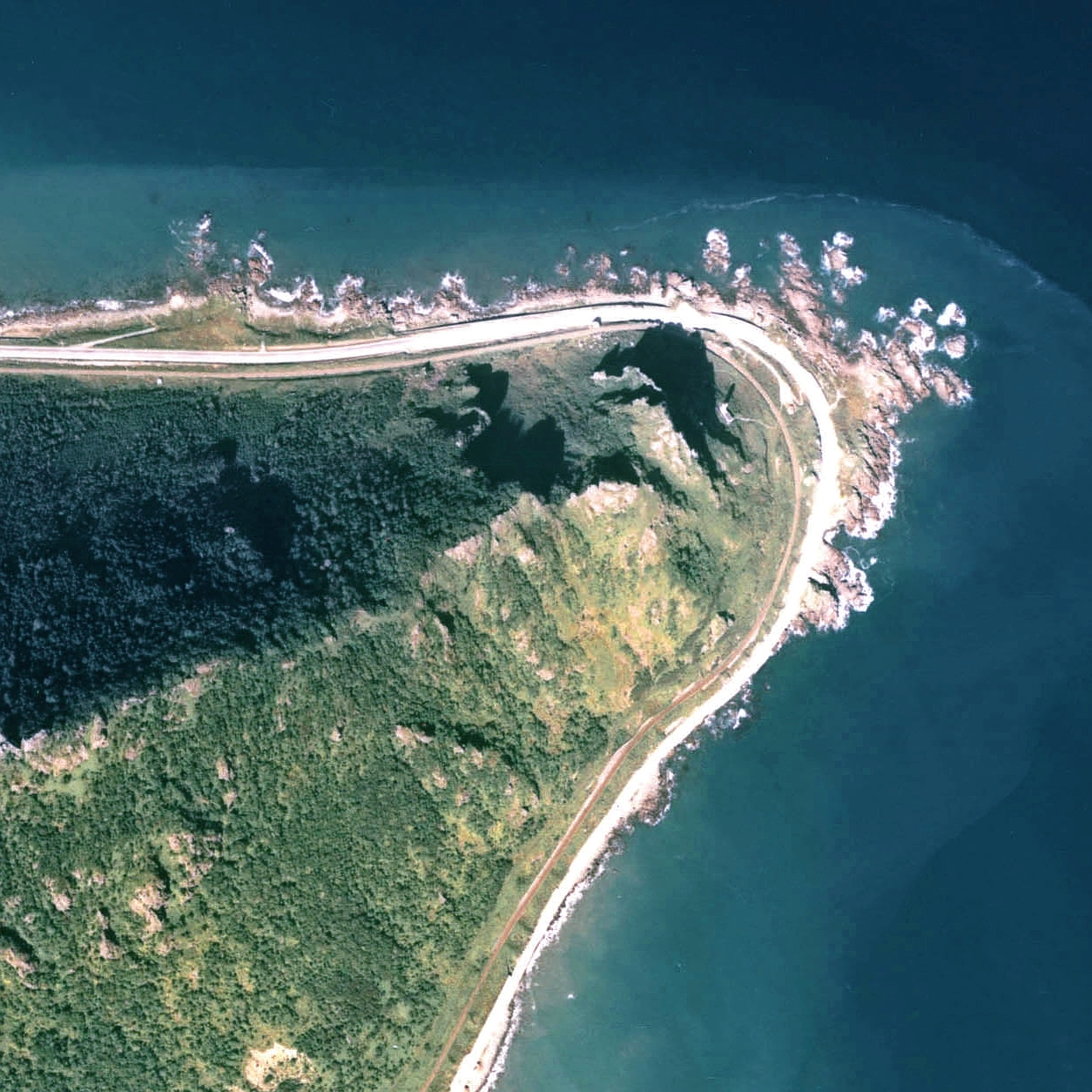
1977年的北見神威岬與其附近方圓約1公里範圍。下方為北見枝幸方向。圖中可看見興濱北線沿著海岬的海岸線而建，列車行經的風景極其優美，被認為是北海道地方路線中名列前茅的取景勝地，但在冬季則會因此處天候惡劣導致列車停駛。

- 北見神威岬（日语：北見神威岬）（斜內山道） - 車站東方約2.2公里[7]。
- 宗谷巴士（日语：宗谷バス）「斜內」巴士站

## 現況
至2000年（平成12年），站房仍存在，似乎被改用為住宅。至2010年，仍存在的站房變成了私人所有的倉庫（或是別莊）。月台已經不存在。由於已成為私人財產，無法進入內部。。

## 相鄰車站
日本國有鐵道
興濱北線（1985年廢除）
豐牛－（豐濱臨時乘降場）－斜內－目梨泊

## 注腳
1. 1 2 3 4  石野哲（編）. . JTB. 1998: 908. ISBN 978-4-533-02980-6 （日语）.
2. 1 2 3 4 5 6 7   第1版. 札幌市: 日本國有鐵道北海道總局. 1973-3-25: 190. ASIN B000J9RBUY （日语）.
3. ↑  浜頓別町史編集委員会 (编). . 北海道出版企画センター. 1995-3. ISBN 978-4832895010 （日语）.
4. ↑  . 官報. 1972-09-14 （日语）.
5. ↑  . 鉄道公報 (日本國有鐵道總裁室文書課). 1973-09-14: 4 （日语）.
6. ↑  北海道鐵道百年史 下卷 日本國有鐵道北海道總局
7. 1 2 3  宮脇俊三 (编). . 原田勝正. 小學館. 1983-7: 193. ISBN 978-4093951012 （日语）.
8. 1 2 3 4   (PDF). アイヌ語地名リスト. 北海道 環境生活部 アイヌ政策推進室. 2007  [2019-03-31]. （原始内容存档 (PDF)于2018-04-17） （日语）.
9. ↑  浜頓別町史編集委員会 (编). . 北海道出版企画センター. 1995-3. ISBN 978-4832895010 （日语）.
10. ↑  . 地勢堂. 1980-3: 17 （日语）.
11. ↑  宮脇俊三 (编). . JTB Can Books. JTB出版. 1999-12: 30–31. ISBN 978-4533033766 （日语）.
12. 1 2  今尾惠介 (编). . JTB出版. 2010-3: 20–21. ISBN 978-4533078583 （日语）.
13. ↑  本久公洋. . 北海道新聞社. 2011-9: 226. ISBN 978-4894536128 （日语）.
14. ↑  杉崎行恭. . 二見文庫. 二見書房. 2010-6: 150. ISBN 978-4576100906 （日语）.

## 外部連結
- 國土地理院 地圖、航空相片參閲服務 1948年航空相片 USA-R254-No2-6（日語）